# Blato na Cetini
Blato na Cetini falu Horvátországban Split-Dalmácia megyében. Közigazgatásilag Omišhoz tartozik.

## Fekvése
Splittől légvonalban 32, közúton 54 km-re keletre, községközpontjától légvonalban 12, közúton 21 km-re északkeletre, a Cetina két partján fekszik. Kőből épített közúti híd vezet itt át a Cetinán. Déli határa felnyúlik a Mosor-hegység területére, itt halad át az A1-es autópálya is.

## Története
A település közelében fekvő hegyekben haladó autópálya építése során olyan régészeti leletekre találtak, amelyek e terület korai benépesülését igazolják. A középkorban ez a vidék két óhorvát zsupánság, a poljicai és a radobiljai határán feküdt. Neve már 1382-ben felbukkan a nagy területű radobiljai plébánia részeként. A késő középkorban a boszniai származású Franić nemzetség birtoka volt. Területe már nagyon korán, 1495 előtt török uralom alá került és csak 1715-ben a velencei-török háború során szabadult fel a török uralom alól. Maga Blato na Cetini nevét arról a Cetina szorosában elterülő "Jelača" nevű mocsárról kapta, amely a 18. századig alkalmatlanná tette területét az emberi letelepedésre. A 18. századra a mocsár kiszáradt és területe már vonzotta a letelepülő embereket. Bizzi érsek feljegyzése szerint 1754-ben már 32 család és 271 lélek élt a faluban. A településnek 1857-ben 658, 1910-ben 1030 lakosa volt. 1918-ban az új szerb-horvát-szlovén állam, majd később Jugoszlávia része lett. A háború után a szocialista Jugoszláviához került. 1991 óta a független Horvátországhoz tartozik. Az 1970-es évek óta lakossága a fiatalok elvándorlása miatt folyamatosan csökkent. 2011-ben a településnek 465 lakosa volt.

## Lakosság
| Lakosság változása | Lakosság változása | Lakosság változása | Lakosság változása | Lakosság változása | Lakosság változása | Lakosság változása | Lakosság változása | Lakosság változása | Lakosság változása | Lakosság változása | Lakosság változása | Lakosság változása | Lakosság változása | Lakosság változása | Lakosság változása |
| ------------------ | ------------------ | ------------------ | ------------------ | ------------------ | ------------------ | ------------------ | ------------------ | ------------------ | ------------------ | ------------------ | ------------------ | ------------------ | ------------------ | ------------------ | ------------------ |
| 1857               | 1869               | 1880               | 1890               | 1900               | 1910               | 1921               | 1931               | 1948               | 1953               | 1961               | 1971               | 1981               | 1991               | 2001               | 2011               |
| 658                | 725                | 749                | 807                | 948                | 1.030              | 1.193              | 1.135              | 1.062              | 1.084              | 1.104              | 1.116              | 848                | 760                | 573                | 465                |

## Nevezetességei
- Szűz Mária mennybevétele tiszteletére szentelt római katolikus plébániatemploma mai formájában 1742-ben épült. Helyén már korábban is egy kisebb templom állt, melynek bővítésével alakították ki a mai épületet. A régi templom maradványa a mai templom szentélyét képezi. A templom szabályosan faragott kövekből épült, homlokzatán kőből faragott rozetta, legfelül pedig harangtorony látható benne két haranggal. Az épület az apszissal együtt 18 méter hosszú és 7 és fél méter széles. Dongaboltozata van. A szentélyben található főoltár mögött kis helyiség van kialakítva a sekrestye számára. A főoltár kőbőé épült márvány intarziával, a szentségtartót színes márványból készítették. Az oltáron Mária mennybevételét és Szent Józsefet a munkások védőszentjét ábrázoló szobrok láthatók, hazai mester munkái. A mellékoltár a Kármelhegyi boldogasszonynak van szentelve, rajta a Szűzanya fából faragott szobrával. A templomot 1996-ban teljesen megújították, melynek során tetőt cseréltek, új kórus és oltár épült, valamint a harangtornyot renoválták. 1997-ben környezetét tették rendbe. 2000-ben új keresztutat helyeztek el a templomban. A szentély jobb oldalán található régi szentségtartó a szakemberek szerint a 15. századból származik.
- A Gyógyító boldogasszony tiszteletére szentelt temploma 1814-ben épült a Čelopek nevű településrészen. Bejárata felett kis rozetta, felül pedig kis harangtorony látható, benne egy haranggal. A templomban a Szűzanya kőből faragott szobra áll karján a kis Jézussal. 1995-ben az épületet felújították. Udvarát szárazon rakott fal keríti.
- A klanaci Mária-kápolna 1983-ban épült szépen faragott kövekből. A Szűzanya szobra súlyosan megrongálódott, azért ugyanazzal a szobrászművésszel a korábbi modell alapján újrafaragtatták, az eredetit pedig a plébánián helyezték el.